# Voznesenka
Voznesenka  (ucraniano: Вознесенка Перша) es una localidad del Raión de Bolhrad en el Óblast de Odesa de Ucrania. Según el censo de 2001, tiene una población de 1044 habitantes.